# Переезд «Сиэтл Суперсоникс» в Оклахома-Сити
Команда Национальной баскетбольной ассоциации «Сиэтл Суперсоникс» переехала в Оклахома-Сити перед началом сезона 2008/09. До переезда «Соникс» 41 сезон базировались в Сиэтле. На новом месте клуб стал выступать под именем «Оклахома-Сити Тандер».
Переезд произошёл после того, как владельцы «Суперсоникс» не смогли договориться с руководством Сиэтла о реконструкции домашнего стадиона команды «Ки-арены» и продали клуб инвестиционной группе из Оклахома-Сити — Профессиональному баскетбольному клубу (ПБК). Новые владельцы также не договорились с городскими властями о реконструкции старой или строительстве новой арены, стоимостью 500 млн долларов, и решили перевезти клуб в Оклахома-Сити. После ряда судебных разбирательств, 2 июля 2008 года было достигнуто соглашение между городом и клубом, согласно которому команда может переехать в Оклахома-Сити. Все достижения и история «Суперсоникс» будут разделены между оклахомской командой и командой из Сиэтла, если такая появится.

## Продажа команды
Домашняя арена «Сиэтл Суперсоникс» «Ки-арена» была построена в 1962 году и реконструирована в 1995 году за деньги налогоплательщиков. После проведения реконструкции вместимость арены составила 17 072 человека. Обновлённая арена была высоко оценена комиссаром НБА Дэвидом Стерном и, согласно его мнению, жители Сиэтла могли ею гордиться. Но уже к 2000 годам «Ки-арена» являлась самой маленькой по вместимости среди арен НБА, а её площадь была почти в два раза меньше, чем у современных спортивных сооружений, и, со слов генерального директора Уолли Уокера, даже если клуб будет продавать все билеты на каждую игру, всё равно потерпит финансовые убытки.
Поэтому в конце 2004 года владельцы «Суперсоникс» — Баскетбольный клуб Сиэтла (БКС), возглавляемый Говардом Шульцем, — обратился с прошением к муниципалитету Сиэтла с просьбой вложить 220 млн долларов в реконструкцию домашней арены. За эти деньги планировалось увеличить вместимость арены, и количество ВИП-лож, магазинов и ресторанов, а также построить новую тренировочную базу. На слушаниях по делу также присутствовал Стерн, который помогал в лоббировании интересов «Соникс». Специально созданная комиссия подтвердила слова владельцев клуба, что арена не соответствует современным нормам и есть большая вероятность того, что «Соникс» переедут в другой город, если не будет нового стадиона, а также рекомендовала вложить около 200 млн долларов в реконструкцию, однако городской совет не утвердил реконструкцию. 2 февраля 2006 года Шульц в интервью заявил, что, если реконструкцию не утвердят, он будет искать другие альтернативы и, если команда покинет Сиэтл, он не будет виноват в этом:

Мы не будем нести ответственности. Если команда будет продана или переедет, ответственность будет на выборных должностных лицах.
Оригинальный текст (англ.)We are not responsible. If the team is sold or moved, the responsibility is on elected officials.

После того, как Шульцу не удалось найти местных предпринимателей, заинтересованных в покупке клуба, он начал переговоры с финансовыми группами из Канзас-Сити, Сент-Луиса, Лас-Вегаса, Сан-Хосе, Анахайма. 18 июля 2006 года Шульц достиг договорённости о продаже «Сиэтл Суперсоникс» и «Сиэтл Шторм» из Женской национальной баскетбольной ассоциации инвестиционной группе Профессиональный баскетбольный клуб (ПБК) из Оклахома-Сити, возглавляемой Клэйтоном Беннеттом. Одной из причин, почему клуб был продан ПБК, Шульц назвал то, что, хотя представители других городов предлагали большие деньги, они собирались сразу же после покупки увезти команду в свой город. Группа же Беннетта обещала оставить команду в Сиэтле. В Оклахома-Сити до этого два сезона успешно выступала команда «Нью-Орлеан Хорнетс», которая вынуждена была искать новую домашнюю арену после того, как ураган Катрина разрушил «Нью-Орлеан-арену». Беннет был одной из ключевых фигур в том переезде и уже тогда заявлял о желании заполучить команду в Оклахома-Сити и не скрывал, что этим клубом может стать «Соникс»: «Мы сильно заинтересованы и сосредоточены на получении команды в Оклахома-Сити… „Соникс“ — один из вариантов, команда которая будет хорошо играть не только тут, но, я уверен, везде». Стерн также говорил, что Оклахома-Сити является одной из первых в списке городов на получении команды. Продажа «Суперсоникс» Клею Беннетту за 350 млн долларов (при том, что Forbes оценивал стоимость команды в 234 млн долларов) была одобрена владельцами клубов НБА 24 октября 2006 года. По условиям договора, Беннетт должен был приложить все усилия для заключения нового договора аренды или постройки новой арены в Сиэтле в ближайшие 12 месяцев.
В марте 2006 года Международный профсоюз обслуживающего персонала (англ. Service Employees International Union) и «Жители за более важные вещи» (англ. Citizens for More Important Things) внесли Инициативу 91 в городской совет, согласно которой, все инвестиции в профессиональные спортивные команды впоследствии должны быть возвращены в городскую казну. Этот законопроект был вынесен на общенародное голосование и одобрен жителями Сиэтла. Основатель «Жители за более важные вещи» и противник выделения денег на строительство Крис Ван Дик в интервью The New York Times назвал владельцев, которые угрожают перевезти свою команду, ничем не лучше «наркоторговцев по соседству».
После референдума стало ясно, что городские власти не смогут предоставить деньги на реконструкцию, и 13 февраля 2007 года Беннетт обратился к сенату штата с просьбой о помощи в строительстве новой арены. Было предложено 29 потенциальных мест в округе Кинг для нового стадиона, однако приоритетным, по мнению Беннетта, было строительство арены в пригороде Сиэтла Рентоне. Стоимость нового стадиона должна была составить около 530 млн долларов, из которых не менее 300 млн должны были заплатить налогоплательщики. Кроме большой цены, по мнению руководителей Рентона, место планового строительства арены было выбрано неудачно и могло помешать развитию города. После того, как план был отклонён законодательным собранием, Беннетт сделал ещё одну попытку предложить план в апреле 2007 года. 2 ноября клуб объявил, что переедет в Оклахому-Сити, как только закончится контракт на аренду с «Ки-ареной», на что мэр Сиэтла Грег Никельс заявил, что «Соникс» останутся в Сиэтле до 2010 года, когда заканчивается договор аренды, и город приложит все усилия, чтобы клуб остался в Сиэтле. Из-за слухов, что город может позволить Беннетту выкупить договор аренды, болельщики организовали общественную группу «Спасите наш Соникс» (англ. Save Our Sonics) и написали письмо в городской совет о недопустимости таких действий. В сентябре городской совет единогласным решением запретил досрочный разрыв договора аренды.
13 августа 2007 года один из миноритарных акционеров группы Беннетта Обри Макклендон в одном из интервью сказал:

Мы покупали команду не для того, чтобы оставить её в Сиэтле, мы надеялись перевезти её сюда (в Оклахома-Сити).
Оригинальный текст (англ.)We didn't buy the team to keep it in Seattle, we hoped to come here [Oklahoma City].

Позднее Беннетт опроверг это заявление, сказав, что Макклендон «говорил не от имени группы». За свои высказывания Макклендон был оштрафован НБА на 250 000 долларов.

## Попытки перевезти клуб
21 сентября 2007 года Беннетт подал заявку в арбитраж о возможности разрыва договора аренды в 2008 году, сказав: «„Ки-арена“ не приемлема для НБА, реконструированная „Ки-арена“ — не приемлема для НБА… Клуб не останется в Сиэтле, если не будет новой арены». 24 сентября руководство Сиэтла запросило Высший суд округа Кинг отклонить прошение на арбитраж и заставить клуб выполнить условия договора аренды, предусматривающей проводить домашние игры в «Ки-арене» до 2010 года. 29 октября окружной судья Рикардо Мартинес отклонил прошение на арбитраж, сказав, что команда игнорирует чёткие предписания Статьи II договора, по которому договор аренды оканчивается 30 сентября 2010 года.
31 октября 2007 года, через два дня после дедлайна, Беннетт проинформировал комиссара НБА Дэвида Стерна, что он собирается перевезти клуб в Оклахома-Сити в максимально кратчайшие сроки. Беннетт также отклонил несколько предложений от местных финансовых групп и заявил, что команда не продаётся.
8 января 2008 года группа Force 10 Hoops, состоящая из четырёх местных женщин под руководством бывшего заместителя мэра Энн Левинсон, выкупила у Беннетта «Сиэтл Шторм» за 10 млн долларов. Группа была создана после того, как законодательное собрание отклонило просьбу Беннета о строительстве нового стадиона, и в её состав кроме Левинсон вошли серебряная медалистка олимпийских игр 1984 года Джинни Гилдер, главный вице-президент отдела по работе с персоналом Microsoft Лиза Бруммель и бывшая глава одного из подразделений Microsoft Дон Трудо.
15 февраля 2008 года руководство «Соникс» дало муниципалитету Сиэтла день, чтобы принять предложение в 26,5 млн долларов в уплату за договор аренды «Ки-арены». Городские власти отклонили это предложение.
Перспективы реконструкции «Ки-арены» и надежда, что команда останется в Сиэтле, появились 6 марта 2008 года, когда генеральный директор Microsoft Стив Балмер пообещал, что его инвестиционная группа заплатит половину от 300 млн долларов, необходимых для реконструкции, а остальную сумму должна была заплатить городская казна. Группа должна была оплатить реконструкцию спортивных объектов, а деньги города пойти на общественные места рядом с ареной. 8 апреля Никельс сообщил, что город не сможет до десятого апреля выделить необходимые для договора 150 млн долларов, и попытка оставить клуб в городе провалилась, и теперь можно было надеяться только на судебное решение.
13 апреля 2008 года состоялась последняя игра сезона 2007/08 и, как впоследствии оказалось, последняя для «Сиэтл Суперсоникс». В матче против «Даллас Маверикс» хозяева одержали победу 99-95. Во время всего поединка болельщики команды скандировали «Save our Sonics» и «Bennett sucks!». Поддержать команду приехал Гэри Пэйтон и другие бывшие игроки команды.
18 апреля владельцы клубов НБА на собрании в Нью-Йорке одобрили возможный переезд «Суперсоникс» в Оклахома-Сити. За переезд проголосовало 28 владельцев, против — 2: владелец «Даллас Маверикс» Марк Кьюбан и владелец «Портленд Трэйл Блэйзерс» Пол Аллен. Решение означало, что «Соникс» могут переехать в «Форд-центр» в Оклахома-Сити перед сезоном 2008/09 после достижения договорённости с муниципалитетом Сиэтла.

### Подготовка в Оклахома-Сити
В ожидании команды НБА 3 марта 2008 года избиратели Оклахома-Сити одобрили реконструкцию «Форд-центра» стоимостью 120 млн долларов за счёт налогоплательщиков, которая также включала строительство новой тренировочной базы для команды. После осмотра города подкомитет, состоящий из трёх владельцев клубов НБА, рекомендовал лиге одобрить переезд. Член подкомитета, владелец «Нью-Джерси Нетс» Льюис Катц был приятно удивлён, что 62 % проголосовавших согласились на выделение денег. 14 марта Беннетт заключил с Оклахома-Сити договор аренды «Форд-центра» на 15 лет, по которому команда будет выплачивать ежегодно по 1,6 млн долларов за аренду, 409 000 за права на название арены и 100 000 за использование тренировочной базы. Через две недели соглашение было окончательно одобрено городским советом с условием, что команда должна использовать название города в своём названии. Законодательный орган города позже утвердил постановление о налоговых льготах и других средствах поощрения для клуба, если он переедет.

### Save Our Sonics and Storm
В 2006 году Брайан Робинсон и Стивен Пайетт организовали движение «Спасите наши Соникс и Шторм» («SOS»), чтобы поддержать «Сиэтл Суперсоникс». Слова «и Шторм» вскоре были убраны из названия, так как команду выкупила местная группа Force 10 Hoops. 16 июня 2008 года группа организовала митинг возле здания суда, где рассматривался вопрос о переезде клуба. На нём присутствовало более 3000 человек, включая бывших игроков «Соникс» Гэри Пэйтона, Ксавье МакДэниела и игрока «Сакраменто Кингз» Спенсера Хоуса. Ещё один митинг был организован в первый день судебного разбирательства «Сиэтл против ПБК».

## Судебные процессы

### Сиэтл против Профессионального баскетбольного клуба
23 сентября 2007 года Сиэтл подал судебный иск, чтобы предотвратить переезд команды до окончания договора аренды в 2010 году. Судебное разбирательство было назначено на 16 июня 2008 года. 10 апреля 2008 года Сиэтл запросил Федеральный районный суд США, чтобы тот заставил НБА обнародовать документы, относящиеся к финансовым показателям команд. 28 апреля председатель суда Лоретта Преска постановила, что лига должна предоставить документы, касающиеся возможного переезда «Соникс», однако отказал в прошении предоставить финансовые показатели остальных 29 команд лиги.
Кроме финансовых документов к адвокатам Сиэтла также попали электронные письма, принадлежащие участникам оклахомской группы. В письмах, датированных апрелем 2007 года, участники группы обсуждали, как можно быстрее перевезти клуб из Сиэтла в Оклахома-Сити. В руки адвокатов города также попала переписка между Беннеттом и Стерном, из которой стало известно, что они хорошие друзья. Ещё в одном письме от июля 2006 года (после покупки клуба у Шульца) Макклендон высказывал свою радость от покупки и желание поскорее перевезти клуб. А в письмах, датированных июлем 2007 года, говорилось, что Беннетт уже начал переговоры с «Форд-центром» о договоре аренды.
Владельцы клуба подали ходатайство, в котором говорилось, что запрос города на обнародование электронных писем, касающихся переезда команды, есть не что иное, как попытка давления, чтобы они продали команду. Главный адвокат города Слэйд Гортон указал ПБК на то, что именно они первыми подали судебный иск, пытаясь разорвать договор аренды. Ходатайство было отклонено судьёй, который заявил, что клуб не приложил всех усилий, чтобы урегулировать спор. Однако они могут подать иск ещё раз, если смогут привести доказательства. Во время заседания Беннет заявил, что он никогда не рассматривал вариант с «Ки-ареной», а рассчитывал на новую арену
21 апреля Гортон заявил, что он заключит сделку с ПБК, если лига пообещает дать другую команду Сиэтлу. Он сказал, что скорее всего «Соникс» переедут и руководство города должно приложить все усилия, чтобы получить новую команду, однако прежде всего городские власти должны выделить деньги на расширение «Ки-арены». 26 июня адвокаты выступили с заключительными словами, и судья назначила объявление решения на среду. 2 июля, за 2 часа до оглашения вердикта, было объявлено, что клуб и город заключили соглашение, по которому ПБК выплатит Сиэтлу 45 млн долларов сразу за разрыв договора аренды и ещё 30 млн долларов в течение следующих 5 лет, если Сиэтл не получит новую баскетбольную команду за этот срок. Однако, если не будет принято решение на выделение средств на реконструкцию «Ки-арены», город не получит вторую часть денег. Согласно договору, название клуба и цвета не будут использоваться командой в Оклахома-Сити, и их сможет взять новая команда в Сиэтле, если такая появится. История клуба будет разделена между командой из Оклахома-Сити и будущей командой из Сиэтла. Клуб может переезжать в Оклахома-Сити немедленно, и было объявлено, что в сезоне 2008/09 он будет выступать на новой площадке.

### Баскетбольный клуб Сиэтла против Профессионального баскетбольного клуба
Обнародование электронной переписки между членами группы Беннетта побудило бывшего владельца «Соникс» Говарда Шульца подать иск, в котором он хотел добиться отмены продажи команды, утверждая, что Беннетт смошенничал и ввёл его в заблуждение, так как не собирался приложить все усилия для удержания команды в Сиэтле, как это предусматривалось в первоначальном договоре продажи. В иске он написал:

Эти бизнесмены из Оклахома-Сити хотели команду, которая будет играть в Оклахома-Сити, а не в Сиэтле. Они были готовы лгать и солгали, чтобы завершить сделку. В этих условиях правовые нормы и справедливость не позволяют обвиняемому продолжить владеть имуществом, полученным обманным путём.
Оригинальный текст (англ.)These Oklahoma City businessmen wanted a team that would play in Oklahoma City -- not in Seattle. They were willing to lie, and did lie, to complete the deal. Under these circumstances, principles of law and equity do not permit defendant to continue to own the property it fraudulently obtained.

Беннетт заявил, что письма были интерпретированы неправильно, а он сам потратил много миллионов долларов в попытке сохранить клуб в Сиэтле.
Иск был подан 22 апреля 2008 года в окружной суд Западного округа штата Вашингтон. Кроме того в иске просилось ввести судебный запрет на переезд «Соникс» из Сиэтла в Оклахома-Сити, а клуб передать в доверительную собственность. 20 мая 2008 года адвокат Шульца добавил предполагаемое нарушение контракта, как третью причину действия против Беннетта. Адвокат и главный журналист ESPN Лестер Мансон сказал, что подобные действия ещё не имели прецедента в спорте и что этот иск вместе с иском Сиэтла могут доставить серьёзные проблемы Беннетту.
9 мая 2008 года власти Оклахома-Сити заявили о намерениях подать в суд о возмещении ущерба и принудительном переезде «Суперсоникс», если запрос Шульца будет удовлетворён и команда не переедет. В письме Шульцу адвокат Оклахома-Сити заявил, что «Соникс» юридически обязаны переехать по окончании договора аренды с «Ки-ареной» вне зависимости от того, кто будет владельцем команды. В письме утверждалось, что город имеет действующее и имеющее юридическую силу соглашение с командой, обязывающее последнюю переехать в Оклахома-Сити по окончании текущего договора аренды. Адвокат Шульца ответил на письмо, заявив, что договор с ПБК, а не с БКС, и город начал реконструкцию «Форд-центра» на свой страх и риск, не дожидаясь решения суда.
9 июля 2008 года НБА подала ходатайство, чтобы выступить в качестве третьего лица в федеральном суде Сиэтла, заявив, что иск Шульца мешает стабильной работе клуба и передача права собственности нарушает правила НБА, если только команда не под контролем комиссара ассоциации. Лига также утверждала, что Шульц подписал договор, запрещающий ему подавать иски против группы Беннетта, в качестве условия НБА при продажи клуба. 29 августа 2008 года, вскоре после того, как суд отклонил его запрос и постановил, что НБА может выступить в деле как третья сторона, Шульц сообщил, что его команда адвокатов не верит в то, что он победит. Он объявил, что отзывает иск. Шульц также извинился перед болельщиками Сиэтла, что продал клуб.

### Роберт Браверсон, Патрик Шихи и Кэролин Бечтел против Профессионального баскетбольного клуба
В конце 2007 года «Соникс» разослали всем владельцам абонементов предложение, если они обновят свои абонементы на сезон 2007/08, то смогут купить абонементы на сезоны 2008/09 и 2009/10 по такой же цене. Программа называлась «Изумрудный клуб» (англ. Emerald Club). Многие владельцы, поверив, что команда останется ещё на несколько сезонов, согласились на это предложение, но после начала судебных процессов о возможном переезде ПБК приостановил действие программы. В 2008 году три владельца абонементов — Роберт Браверсон, Патрик Шихи и Кэролин Бечтел — подали в суд на ПБК с требованием возместить им убытки или предоставить обещанные сезонные абонементы. Судья признал право истцов на компенсацию, величину которой должен был определить суд присяжных. В случае проигрыша ПБК обязан был бы выплатить членам «Изумрудного клуба» (более 1200 человек) около 7 млн долларов. Адвокаты же ПБК утверждали, что так как никто из членов клуба не понёс материальных убытков, то они не обязаны выплачивать им компенсацию. К тому же, многие владельцы хотят заработать денег, получив билеты по старой цене и перепродать их за большие деньги. В феврале 2010 года Беннетт согласился выплатить владельцам абонементов компенсацию в размере 1,6 млн долларов.

## Распределение активов клуба
Согласно договору, баннеры, трофеи и майки с закреплёнными номерами остались в Сиэтле и были переданы в Музей истории и индустрии, однако команда из Оклахома-Сити может делать с них копии и периодически использовать оригиналы. Другое имущество команды, такое как теле и видеооборудование, стулья, микрофоны и прочее оборудование, было перевезено в Оклахома-Сити по окончании сезона ВНБА 2008 года. Название «Сиэтл Суперсоникс», логотипы и цвета команды также перешли во владение Беннетта, однако он согласился не использовать их на новом месте. Если же в Сиэтле появится новая команда НБА, он отдаст права бесплатно, а все достижения и история «Суперсоникс» будут разделены между оклахомской командой и командой из Сиэтла.

## После переезда
После переезда клуба руководство города начало работу, направленную на получение новой команды в Сиэтле, а также второй части денег ПБК, которую он сможет получить, только если до 2013 года утвердит план реконструкции арены. В июльском интервью Стерн заявил, что лига поможет городу в этом, если будет принято решение о реконструкции арены. 4 марта 2009 года в сенат штата был подан билль 6116, в случае принятия которого округ Кинг имел бы право ввести налог на гостиничный и ресторанный бизнес и на прокат автомобилей. Деньги с этих налогов пошли бы в том числе на реконструкцию «Ки-арены» и домашнего стадиона Вашингтонского университета «Хаски». По мнению одного из авторов этого законопроекта, сенатора Мёрфи, шанс на принятие его в сенате очень мал из-за большого количества противников. Слушания 22 апреля сопровождались демонстрациями против принятия этого законопроекта. Однако многие владельцы малого бизнеса вблизи арены выступили за принятие закона, так как после переезда «Соникс» их доходы сильно упали, а некоторые вынуждены были свернуться. Несмотря на скептическое отношение авторов, билль не был отклонён сразу, а после нескольких слушаний отправлен на второе чтение. Он был рассмотрен ещё несколько раз в 2010 году, но никакого решения по нему принято не было.
Кроме появления совершенно нового клуба НБА в Сиэтле, одним из вариантов является покупка Стивом Баллмером какой-нибудь не слишком успешной команды НБА, такой как «Нью-Орлеан Хорнетс», или переезд команды из другого города. Одним из кандидатов на переезд может стать «Сакраменто Кингз».

## Sonicsgate: Requiem For A Team
В 2009 году Джейсон Рид и Адам Браун выпустили документальный фильм в формате HD Sonicsgate: Requiem For A Team в котором рассказывается о переезде «Сиэтл Суперсоникс» в Оклахома-Сити. В фильме кроме рассказа о самой команде, новостных записей, записей с пресс-конференций и из зала суда были показаны эксклюзивные интервью с бывшими работниками и болельщиками «Соникс», включая Гэри Пэйтона, Джорджа Карла, Уолли Уокера, Кевина Калабро, Шермана Алекси и других. 120-минутный фильм был выложен в интернете 12 октября 2009 года и был доступен для бесплатного просмотра. За первый месяц видео просмотрело более 55 000 человек